# Adrien Brody
Adrien Nicholas Brody (sinh ngày 14 tháng 4 năm 1973) là một nam diễn viên người Mỹ từng đoạt Giải Oscar dành cho nam diễn viên xuất sắc nhất. Anh nhận được giải thưởng này khi đóng vai nghệ sĩ piano người Ba Lan gốc Do Thái sống sót qua Thế chiến thứ hai trong phim Nghệ sĩ dương cầm) của đạo diễn Roman Polanski (2002). Anh được ghi nhận là nghệ sĩ trẻ nhất từng đoạt Giải Oscar và cũng là diễn viên Hoa Kỳ duy nhất đoạt Giải Cesar. Anh đã từng phải đi điều trị tâm thần một thời gian dài do đóng phim quá nhập tâm.

## Sự nghiệp

### Điện ảnh
| Năm  | Tên                                    | Vai trò                             | Notes |
| ---- | -------------------------------------- | ----------------------------------- | --- |
| 1989 | New York Stories (Wikipedia Tiếng Anh) | Mel                                 | |
| 1991 | The Boy Who Cried Bitch                | Eddie                               | |
| 1993 | King of the Hill                       | Lester Silverstone                  | |
| 1994 | Angels in the Outfield                 | Danny Hemmerling                    | |
| 1994 | Jailbreakers                           | Skinny                              | |
| 1996 | Ten Benny                              | Ray Diglovanni                      | |
| 1996 | Solo                                   | Dr. Bill Stewart                    | |
| 1996 | Bullet                                 | Ruby Stein                          | |
| 1997 | The Last Time I Committed Suicide      | Ben                                 | |
| 1997 | Six Ways to Sunday                     | Arnie Finklestein                   | |
| 1997 | The Undertaker's Wedding               | Mario Bellini                       | |
| 1998 | The Thin Red Line                      | Cpl. Geoffrey Fife                  | |
| 1998 | Restaurant                             | Chris Calloway                      | Nominated – Independent Spirit Award for Best Male Lead |
| 1999 | Oxygen                                 | Harry Houdini                       | |
| 1999 | Liberty Heights                        | Van Kurtzman                        | |
| 1999 | Summer of Sam                          | Richie Tringale                     | |
| 2000 | Bread and Roses                        | Sam Shapiro                         | |
| 2001 | Harrison's Flowers                     | Kyle Morris                         | |
| 2001 | The Affair of the Necklace             | Count Nicolas De La Motte           | |
| 2001 | Love the Hard Way                      | Jack Grace                          | |
| 2002 | Dummy                                  | Steven Schoichet                    | |
| 2002 | The Pianist                            | Władysław Szpilman                  | Academy Award for Best Actor Boston Society of Film Critics Award for Best Actor César Award for Best Actor National Society of Film Critics Award for Best Actor Nominated – BAFTA Award for Best Actor in a Leading Role Nominated – Chicago Film Critics Association Award for Best Actor Nominated – Golden Globe Award for Best Actor – Motion Picture Drama Nominated – Dallas–Fort Worth Film Critics Association Award for Best Actor Nominated – European Film Award for Best Actor Nominated – Online Film Critics Society Award for Best Actor Nominated – Polish Academy Award for Best Actor Nominated – Russian Guild of Film Critics Award for Best Foreign Actor Nominated – Screen Actors Guild Award for Outstanding Performance by a Male Actor in a Leading Role Nominated – Vancouver Film Critics Circle Award for Best Actor |
| 2003 | The Singing Detective                  | First Hood                          | |
| 2004 | The Village                            | Noah Percy                          | |
| 2005 | The Jacket                             | Jack Starks                         | |
| 2005 | King Kong                              | Jack Driscoll                       | |
| 2006 | Hollywoodland                          | Louis Simo                          | Also additional cinematographer |
| 2007 | The Tehuacan Project                   | Narrator                            | |
| 2007 | Manolete                               | Manuel "Manolete" Rodríguez Sánchez | |
| 2007 | The Darjeeling Limited                 | Peter Whitman                       | |
| 2008 | The Brothers Bloom                     | Bloom                               | |
| 2008 | Cadillac Records                       | Leonard Chess                       | Black Reel Award for Best Ensemble |
| 2009 | Splice                                 | Clive Nicoli                        | |
| 2009 | Giallo                                 | Inspector Enzo Lavia                | Also producer |
| 2009 | Fantastic Mr. Fox                      | Rickity                             | Voice |
| 2010 | High School                            | Edward "Psycho Ed" Highbaugh        | |
| 2010 | The Experiment                         | Travis Cacksmackberg                | |
| 2010 | Predators                              | Royce                               | |
| 2011 | Wrecked                                | Man                                 | Also executive producer |
| 2011 | Midnight in Paris                      | Salvador Dalí                       | Nominated – Alliance of Women Film Journalists Award for Best Ensemble Cast Nominated – Phoenix Film Critics Society Award for Best Ensemble Acting Nominated – San Diego Film Critics Society Award for Best Performance by an Ensemble Nominated – Screen Actors Guild Award for Outstanding Performance by a Cast in a Motion Picture |
| 2011 | Detachment                             | Henry Barthes                       | Also executive producer |
| 2012 | Back to 1942                           | Theodore White                      | |
| 2013 | Inappropriate Comedy                   | Flirty Harry                        | Also co-writer; uncredited |
| 2013 | Third Person                           | Scott Lowry                         | |
| 2014 | The Grand Budapest Hotel               | Dmitri Desgoffe und Taxis           | Nominated – Screen Actors Guild Award for Outstanding Performance by a Cast in a Motion Picture |
| 2014 | American Heist                         | Frankie Kelly                       | Also executive producer |
| 2015 | Dragon Blade                           | Tiberius                            | |
| 2015 | Backtrack                              | Peter Bower                         | |
| 2015 | Septembers of Shiraz                   | Isaac Amin                          | Also executive producer |
| 2015 | Manhattan Night                        | Porter Wren                         | Also producer |
| 2015 | Stone Barn Castle                      | —                                   | Director, producer and composer; documentary |
| 2017 | Emperor                                | Charles V, Holy Roman Emperor       | Post-production |

### Truyền hình
| Năm  | Tên                 | Vai trò       | Notes |
| ---- | ------------------- | ------------- | --- |
| 1988 | Home at Last        | Billy         | TV movie |
| 1988 | Annie McGuire       | Lenny McGuire | Episode: "Annie and the Brooklyn Bridge" |
| 1994 | Rebel Highway       | Skinny        | Episode: "Jailbreakers" |
| 1996 | Bullet Hearts       | Chuckie Bragg | TV movie |
| 1999 | Split Screen        | Harry         | Episode: "Waiting for Star Wars" |
| 2003 | Saturday Night Live | Host          | Episode: "Adrien Brody/Sean Paul, Wayne Wonder" |
| 2014 | Houdini             | Harry Houdini | TV miniseries Nominated – Primetime Emmy Award for Outstanding Lead Actor in a Miniseries or Movie Nominated – Screen Actors Guild Award for Outstanding Performance by a Male Actor in a Miniseries or Television Movie |
| 2016 | Dice                | Himself       | Episode: "Ego" |

### Trò chơi video
| Năm  | Tên                                                       | Vai trò       |
| ---- | --------------------------------------------------------- | ------------- |
| 2005 | Peter Jackson’s King Kong: The Official Game of the Movie | Jack Driscoll |

### Video âm nhạc
| Năm  | Tên         | Vai trò      |
| ---- | ----------- | ------------ |
| 2006 | Fade to Red | Tori’s lover |
| 2010 | Brodyquest  | Himself      |